# Hi Bye, Mama!
Hi Bye, Mama! (hangul: 하이바이, 마마!; RR: Haibai, Mama!) är en sydkoreansk TV-serie som sändes på tvN från 22 februari till 19 april 2020. Kim Tae-hee, Lee Kyu-hyung och Go Bo-gyeol spelar huvudrollerna.

## Rollista (i urval)
- Kim Tae-hee som Cha Yu-ri
- Lee Kyu-hyung som Cho Gang-hwa
- Go Bo-gyeol som Oh Min-jung